# كرونال بانديا
كرونال بانديا (مواليد 24 مارس 1991) هو لاعب كريكت هندي يلعب حالياً في نادي لكهنؤ سوبر جاينتس.